# 6 octobre en sport
6 septembre 6 novembre
Chronologies thématiques
- Croisades
- Ferroviaires
- Disney

Le 6 octobre (279e jour de l'année ou le 280e en cas d'année bissextile) en sport.

## Événements

### XIXesiècle
- 1882 :
  - (Baseball) : le champion de l'Association américaine (Cincinnati Red Stockings) bat le champion de la Ligue nationale (Chicago White Stockings), 4-0.
- 1888 :
  - (Golf /Majeur) : en Écosse, début de la 28e édition de l'Open britannique à l'Old Course de St Andrews.
- 1889 :
  - (Baseball/American Association) : 8e édition aux États-Unis du championnat de baseball de l'American Association (8 clubs). Les Brooklyn Bridgerooms s’imposent avec 93 victoires et 44 défaites.

### XXesièclede1951à2000
- 1963 :
  - (Formule 1) : Grand Prix automobile des États-Unis.
- 1968 :
  - (Formule 1) : Grand Prix automobile des États-Unis.
- 1973 :
  - (Formule 1) : le pilote français François Cevert, trouve la mort au volant d'une Tyrrell lors des essais du Grand Prix des États-Unis, sur le circuit de Watkins Glen.
- 1974 :
  - (Formule 1) : Grand Prix automobile des États-Unis.
- 1985 :
  - (Formule 1) : Grand Prix automobile d'Europe.
- 1993 :
  - (Basket-ball) : Michael Jordan annonce sa retraite.

### XXIesiècle
- 2006 :
  - (Escrime) : aux Championnats du monde à Turin, l'équipe de France (Loic Attely, Erwan Le Péchoux, Nicolas Beaudan, Marcel Marcilloux) remporte le titre en sabre masculin tandis que la Chine s'impose en épée féminine.
- 2007 :
  - (Rugby à XV) : lors d'un quart de finale de la Coupe du monde joué à Cardiff, l'équipe de France bat 20-18 celle de Nouvelle-Zélande.
- 2012 :
  - (Athlétisme) : l'Érythréen Zersenay Tadesse remporte les vingtièmes championnats du monde de semi-marathon en Bulgarie.
- 2016 :
  - (Football /Coupe du monde de football) : 3e journée du 3e tour des Éliminatoires de la Coupe du monde de football 2018, zone Asie puis 1re partie de la 2e journée de la zone Europe et la 9e journée de la zone Amérique du Sud.
- 2020 :
  - (Cyclisme sur route /Tour d'Italie) : sur la 4e étape du Tour d'Italie qui se déroule entre Catane et Villafranca Tirrena, sur une distance de 140 km, victoire du français Arnaud Démare. Le Portugais João Almeida conserve le maillot rose.
- 2023 :
  - (Beach-volley /Mondiaux) : début de la 14e édition des Championnats du monde de beach-volley qui se déroule au Mexique, principalement à Tlaxcala mais aussi dans les villes de Huamantla et Apizaco jusqu'au 15 octobre 2023.
- 2024 :
  - (Cyclisme sur route /Classique)  : sur la 118e édition de Paris-Tours, victoire du Français Christophe Laporte.
  - (Futsal /Mondial) : le Brésil remporte la Coupe du monde de futsal en battant l'Argentine 2-1.

## Naissances

### XIXesiècle
- 1869 :
  - Jack Bell, footballeur puis entraîneur écossais. (10 sélections en équipe nationale). († 12 avril 1956).
- 1878 :
  - Billy Garraty, footballeur anglais. († 6 mai 1931).
- 1888 :
  - Louis-Bernard Dancausse, dirigeant de football français. Président de l'OM de 1945 à 1951 puis président de la LFP de 1956 à 1961. († 20 mars 1961).

### XXesièclede1901à1950
- 1905 :
  - Helen Wills, joueuse de tennis américaine. Championne olympique en simple et en double aux Jeux de Paris 1924. Victorieuse des US Open de tennis 1923, 1924, 1925, 1927, 1928, 1929 et 1931, des Tournois de Wimbledon 1927, 1928, 1929, 1930, 1932, 1933, 1934 et 1935, puis des tournois de Roland Garros 1928, 1929, 1930 et 1932. († 1er janvier 1998).
- 1917 :
  - Paul Calvert, joueur de baseball canadien. († 1er février 2004).
- 1918 :
  - André Pilette, pilote de courses automobile belge. († 27 décembre 1993).
- 1919 :
  - Tommy Lawton, footballeur puis entraîneur anglais. (23 sélections en équipe nationale). († 6 novembre 1996).
- 1930 :
  - Richie Benaud, joueur de cricket australien. (63 sélections en test cricket). († 10 avril 2015).
- 1931 :
  - Alphonse Le Gall, footballeur français. († 13 mai 2016).
- 1940 :
  - Philippe Baillet, basketteur français. Médaillé de bronze aux CE de basket-ball 1959. (57 sélections en équipe de France). († 5 janvier 2015).
  - Jan Keizer, arbitre de football néerlandais. († 18 novembre 2024).
- 1941 :
  - Edgar Dören, pilote de courses automobile d'endurance allemand. († 1er avril 2004).
  - John Nicholson, pilote de courses automobile néo-zélandais. († 19 septembre 2017).
- 1942 :
  - Michel Grain, cycliste sur route français.
- 1944 :
  - Boris Mikhaïlov, hockeyeur sur glace soviétique puis russe. Champion olympique aux Jeux de Sapporo 1972 et aux Jeux d'Innsbruck 1976 puis médaillé d'argent aux Jeux de Lake Placid 1980. Champion du monde de hockey sur glace 1969, 1970, 1971, 1973, 1974, 1975, 1978 et 1979.
  - José Carlos Pace, pilote de F1 brésilien. (1 victoire en Grand Prix). († 18 mars 1977).
- 1946 :
  - Tony Greig, joueur de cricket anglais. (58 sélections en test cricket). († 29 décembre 2012).
- 1947 :
  - Klaus Dibiasi, plongeur italien. Médaillé d'argent du tremplin à 10 m aux Jeux de Tokyo 1964, champion olympique du tremplin à 10 m et médaillé d'argent du tremplin à 3 m aux Jeux de Mexico 1968 puis champion olympique du tremplin à 10 m aux Jeux de Munich 1972 et aux Jeux de Montréal 1976. Champion du monde de natation au plongeon à 10 m 1973 et 1975.

### XXesièclede1951à2000
- 1951 :
  - Manfred Winkelhock, pilote de F1 et de courses automobiles d'endurance allemand. († 12 août 1985).
- 1955 :
  - Tony Dungy, joueur de foot U.S. américain.
- 1957 :
  - Bruce Grobbelaar, footballeur zimbabwéen. Vainqueur de la Coupe des clubs champions 1984. (33 sélections en équipe nationale). Sélectionneur de l'Équipe du Zimbabwe de 1998 à 1999.
- 1959 :
  - Peter Eriksson, cavalier de saut d'obstacles suédois. Médaillé d'argent par équipes aux Jeux d'Athènes 2004.
  - Oil Can Boyd, joueur de baseball américain.
- 1963 :
  - Thomas Bickel, footballeur suisse. (52 sélections en équipe nationale).
  - Sandrine Chiotti-Palmer, basketteuse française.
  - Sven Andersson, footballeur suédois. (1 sélection en équipe nationale).
- 1967 :
  - Heyneke Meyer, entraîneur de rugby à XV sud-africain. Sélectionneur de l'Équipe d'Afrique du Sud de 2012 à 2015.
- 1969 :
  - Byron Black, joueur de tennis zimbabwéen.
- 1970 :
  - Gilles Lamiré, navigateur français.
- 1971 :
  - Philip Bennett, pilote de courses automobiles d'endurance britannique.
- 1973 :
  - Anna Gomis, lutteuse libre française. Médaillée de bronze des -55 kg aux Jeux d'Athènes 2004. Championne du monde de lutte libre 1993, 1996, 1997 et 1999.
- 1976 :
  - Hubert Henno, volleyeur français. Vainqueur des Ligue des champions 2001 et 2005 puis des Coupe de la CEV masculine 2000, 2008 et 2010. (223 sélections en équipe de France).
- 1977 :
  - Daniel Brière, hockeyeur sur glace canadien. Champion du monde de hockey sur glace 2003 et 2004.
  - Fabio Carta, patineur de vitesse italien. Médaillé d'argent du relais 5 000 m aux Jeux de Salt Lake City 2002.
- 1978 :
  - Astrida Vicente, basketteuse angolaise. Championne d'Afrique de basket-ball féminin 2011 et 2013.
- 1979 :
  - Mamadou N'Doye, basketteur sénégalais.
  - Radoslav Rančík, basketteur slovaque.
  - Pierre-Alexandre Rousseau, skieur acrobatique canadien. Champion du monde de ski acrobatique des bosses 2007.
  - David di Tommaso, footballeur français. († 29 novembre 2005).
- 1980 :
  - Arnaud Coyot, cycliste sur route français. († 24 novembre 2013).
- 1982 :
  - Gio Aplon, joueur de rugby à XV sud-africain. (17 sélections en équipe nationale).
  - Aleksandar Ćapin, basketteur slovène.
  - Michael Frater, athlète de sprint jamaïcain. Champion olympique du relais 4 × 100 m aux Jeux de Pékin 2008 puis aux Jeux de Londres 2012. Champion du monde d'athlétisme du relais 4 × 100 m 2009 et 2011. Codétenteur du Record du monde du relais 4 × 100 mètres depuis le 11 août 2012.
  - Daniel Niculae, footballeur roumain.
  - Walker Russell, basketteur américain.
- 1984 :
  - Arnaud Gérard, cycliste sur route français.
- 1985 :
  - Sylvia Fowles, basketteuse américaine. Championne olympique aux Jeux de Pékin 2008, aux Jeux de Londres 2012 puis aux Jeux de Rio 2016. Championne du monde de basket-ball féminin 2010. Victorieuse de l'Euroligue féminine 2009.
- 1986 :
  - Chahir Belghazouani, footballeur franco-marocain. (8 sélections avec l'équipe du Maroc).
  - Vera Dushevina, joueuse de tennis russe. Victorieuse de la Fed Cup 2005.
- 1989 :
  - Tyler Ennis, hockeyeur sur glace canadien. Champion du monde de hockey sur glace 2015.
  - Mélanie Plust, basketteuse française.
  - Wei Wei, basketteuse chinoise. Championne d'Asie de basket-ball féminin 2011.
  - Mark Wilson, joueur de rugby à XV anglais. Vainqueur du Tournoi des Six Nations 2020. (19 sélections en équipe nationale).
- 1990 :
  - Quincy Acy, basketteur américain.
  - Jordan Hamilton, basketteur américain.
  - Marcus Johansson, hockeyeur sur glace suédois. Médaillé d'argent aux jeux de Sotchi 2014.
  - Nazem Kadri, hockeyeur sur glace canadien.
  - Roman Vlasov, lutteur de gréco-romaine russe. Champion olympique des -74 kg aux Jeux de Londres 2012. Champion du monde de lutte des -74 kg 2011 et 2015. Champion d'Europe de lutte des -74 kg 2012 et 2013.
- 1991 :
  - Alexis Borges, handballeur potugo-cubain. (30 sélections avec l'équipe du Portugal).
  - Mathieu Grebille, handballeur français. Médaillé d'argent aux Jeux de Rio 2016. Champion du monde de handball masculin 2015. Champion d'Europe de handball masculin 2014. (93 sélections en équipe de France).
- 1992 :
  - Taylor Paris, joueur de rugby à XV et à sept canadien. (28 sélections avec l'équipe nationale de rugby à XV et 58 avec celle à sept).
- 1993 :
  - Ricardo, footballeur portugais. (7 sélections en équipe nationale).
  - Shaquille Harrison, basketteur américain.
  - Louis Vervaeke, cycliste sur route belge.
  - Nail Yakupov, hockeyeur sur glace russe.
- 1994 :
  - Renata Fast, hockeyeuse sur glace canadienne. Médaillée d'argent aux Jeux de Pyeongchang 2018 et championne olympique aux Jeux de Pékin 2022. Championne du monde 2021 et 2022.
  - Ryan Pulock, hockeyeur sur glace canadien.
- 1995 :
  - Ross Muir, joueur de snooker écossais.
  - Courtney Tulloch, gymnaste artistique britannique. Champion d'Europe du concours par équipes 2022.
  - Justine Wong-Orantes, volleyeuse américaine. Championne olympique aux Jeux de Tokyo 2020 et médaillée d'argent aux Jeux de paris 2024.
- 1997 :
  - Kasper Dolberg, footballeur danois. (50 sélections en équipe nationale).
  - Théo Hernandez, footballeur franco-espagnol. Vainqueur de la Ligue des nations 2021 ainsi que de la Ligue des champions 2018. (34 sélections en équipe de France).
- 1999 :
  - Martin Fehérváry, hockeyeur sur glace slovaque.
- 2000 :
  - Adson, footballeur brésilien.

### XXIesiècle
- 2002 :
  - Denso Kasius, footballeur néerlandais.
  - Jonathan Kuminga, basketteur congolais.
- 2003 :
  - Yasin Ayari, footballeur suédo-tunisien. (2 sélections avec l'équipe de Suède).
  - Xavier Dziekoński, footballeur polonais.
  - Tim Oermann, footballeur allemand.
- 2004 :
  - Bronny James, basketteur américain.

## Décès

### XIXesiècle
- 1900 :
  - Paul Blanchet, 30 ans, athlète de sprint et joueur de rugby puis archéologue et explorateur français. (° 3 août 1870).

### XXesièclede1901à1950
- 1936 :
  - Rodney Heath, 52 ans, joueur de tennis australien. Vainqueur des Open d'Australie 1905 et 1910. (° 15 juin 1884).
  - Percy Walters, 73 ans, footballeur anglais. (13 sélections en équipe nationale). (° 30 septembre 1863).
- 1938 :
  - Paul Meyan, 85 ans, journaliste sportif français. Membre fondateur de l'Automobile Club de France. (° 1er décembre 1852).

### XXesièclede1951à2000
- 1964 :
  - Pietro Serantoni, 57 ans, footballeur puis entraîneur italien. Champion du monde de football 1938. (16 sélections en équipe nationale). (° 12 décembre 1906).
- 1969 :
  - Walter Hagen, 76 ans, golfeur américain. Vainqueur des US Open 1914 et 1919, des tournois de la PGA Championship 1921, 1924, 1925, 1926 et 1927, et des British Open 1922, 1924, 1928 et 1929. (° 21 décembre 1969).
- 1973 :
  - François Cevert, 29 ans, pilote de F1 français. (1 victoire en Grand Prix). (° 25 février 1944).
- 1980 :
  - Jean Robic, 59 ans, cycliste sur route et cyclocrossman français. Vainqueur du Tour de France 1947. Champion du monde de cyclo-cross 1950. (° 10 juin 1921).
- 1992 :
  - Bill O'Reilly, 86 ans, joueur de cricket australien. (27 sélections en test cricket). (° 20 décembre 1905).
- 1997 :
  - Johnny Vander Meer, 92 ans, joueur de baseball américain. (° 2 novembre 1914).
- 1998 :
  - Mark Belanger, 54 ans, joueur de baseball américain. (° 8 juin 1944).
  - Stéphane Morin, 29 ans, hockeyeur sur glace canadien. (° 27 mars 1969).

### XXIesiècle
- 2006 :
  - Buck O'Neil, 94 ans, joueur de baseball américain. (° 13 novembre 1911).
- 2010 :
  - Jean Debuf, 86 ans, haltérophile français. Médaillé de bronze des -90 kg aux Jeux de Melbourne 1956. (° 31 mai 1924).
- 2012 :
  - Gérard Gropaiz, 69 ans, nageur français. Champion d'Europe de natation du relais 4 × 100 m et médaillé d'argent du relais 4 × 200 m 1962. (° 1er août 1943).
- 2016 :
  - Tony Mottram, 96 ans, joueur de tennis britannique. (° 8 juin 1920).
- 2017 :
  - Roberto Anzolin, 79 ans, footballeur puis entraîneur italien. (1 sélection en équipe nationale). (° 18 avril 1938).
  - Terry Downes, 81 ans, boxeur britannique. Champion du monde poids moyens de boxe de 1961 à 1962. (° 9 mai 1936).
  - Marek Gołąb, 77 ans, haltérophile polonais. Médaillé de bronze des -90 kg aux Jeux de Mexico 1968. (° 7 mai 1940).
  - Connie Hawkins, 75 ans, basketteur américain. (° 17 juillet 1942).